# Intertoto-Cup 1986
Der 20. Intertoto-Cup wurde im Jahr 1986 ausgespielt. Das Turnier wurde mit 48 Mannschaften ausgerichtet.

## Gruppenphase

### Gruppe 1
| Pl. | Verein                      | Sp. | S | U | N | Tore    | Diff. | Punkte |
| --- | --------------------------- | --- | - | - | - | ------- | ----- | ------ |
| 1.  | Fortuna Düsseldorf          | 6   | 3 | 2 | 1 | 017:700 | +10   | 08:40  |
| 2.  | MTK-Vörös Meteor Sport Klub | 6   | 2 | 3 | 1 | 013:100 | +3    | 07:50  |
| 3.  | RFC Lüttich                 | 6   | 2 | 1 | 3 | 007:140 | −7    | 05:70  |
| 4.  | NEC Nijmegen                | 6   | 1 | 2 | 3 | 007:130 | −6    | 04:80  |

|                             | Deutschland Bundesrepublik | Ungarn 1957 | Belgien | Niederlande |
| --------------------------- | -------------------------- | ----------- | ------- | ----------- |
| Fortuna Düsseldorf          |                            | 3:3         | 5:0     | 3:0         |
| MTK-Vörös Meteor Sport Klub | 0:0                        |             | 5:2     | 2:2         |
| RFC Lüttich                 | 0:3                        | 3:0         |         | 1:1         |
| NEC Nijmegen                | 4:3                        | 0:3         | 0:1     |             |

### Gruppe 2
| Pl. | Verein                | Sp. | S | U | N | Tore    | Diff. | Punkte |
| --- | --------------------- | --- | - | - | - | ------- | ----- | ------ |
| 1.  | 1. FC Union Berlin    | 6   | 4 | 1 | 1 | 011:800 | +3    | 09:30  |
| 2.  | FC Bayer 05 Uerdingen | 6   | 4 | 0 | 2 | 013:800 | +5    | 08:40  |
| 3.  | Lausanne-Sports       | 6   | 2 | 1 | 3 | 007:600 | +1    | 05:70  |
| 4.  | Standard Lüttich      | 6   | 1 | 0 | 5 | 006:150 | −9    | 02:10  |

|                       | Deutschland Demokratische Republik 1949 | Deutschland Bundesrepublik | Schweiz | Belgien |
| --------------------- | --------------------------------------- | -------------------------- | ------- | ------- |
| 1. FC Union Berlin    |                                         | 3:2                        | 1:0     | 4:1     |
| FC Bayer 05 Uerdingen | 3:0                                     |                            | 2:1     | 3:1     |
| Lausanne-Sports       | 1:1                                     | 2:0                        |         | 3:1     |
| Standard Lüttich      | 1:2                                     | 1:3                        | 1:0     |         |

### Gruppe 3
| Pl. | Verein              | Sp. | S | U | N | Tore    | Diff. | Punkte |
| --- | ------------------- | --- | - | - | - | ------- | ----- | ------ |
| 1.  | Malmö FF            | 6   | 3 | 1 | 2 | 013:500 | +8    | 07:50  |
| 2.  | Videoton SC         | 6   | 2 | 2 | 2 | 007:700 | ±0    | 06:60  |
| 3.  | Górnik Zabrze       | 6   | 3 | 0 | 3 | 005:600 | −1    | 06:60  |
| 4.  | Rosenborg Trondheim | 6   | 1 | 3 | 2 | 005:120 | −7    | 05:70  |

|                     | Schweden | Ungarn 1957 | Polen | Norwegen |
| ------------------- | -------- | ----------- | ----- | -------- |
| Malmö FF            |          | 2:0         | 3:1   | 7:0      |
| Videoton SC         | 2:0      |             | 2:0   | 1:1      |
| Górnik Zabrze       | 1:0      | 2:0         |       | 0:1      |
| Rosenborg Trondheim | 1:1      | 2:2         | 0:1   |          |

### Gruppe 4
| Pl. | Verein             | Sp. | S | U | N | Tore    | Diff. | Punkte |
| --- | ------------------ | --- | - | - | - | ------- | ----- | ------ |
| 1.  | FC Rot-Weiß Erfurt | 6   | 4 | 1 | 1 | 008:400 | +4    | 09:30  |
| 2.  | Kalmar FF          | 6   | 3 | 2 | 1 | 012:100 | +2    | 08:40  |
| 3.  | FK Witoscha Sofia  | 6   | 2 | 2 | 2 | 012:110 | +1    | 06:60  |
| 4.  | Lillestrøm SK      | 6   | 0 | 1 | 5 | 002:900 | −7    | 01:11  |

|                    | Deutschland Demokratische Republik 1949 | Schweden | Bulgarien 1971 | Norwegen |
| ------------------ | --------------------------------------- | -------- | -------------- | -------- |
| FC Rot-Weiß Erfurt |                                         | 1:0      | 3:1            | 2:1      |
| Kalmar FF          | 2:1                                     |          | 5:4            | 0:0      |
| FK Witoscha Sofia  | 0:0                                     | 3:3      |                | 2:0      |
| Lillestrøm SK      | 0:1                                     | 1:2      | 0:2            |          |

### Gruppe 5
| Pl. | Verein               | Sp. | S | U | N | Tore    | Diff. | Punkte |
| --- | -------------------- | --- | - | - | - | ------- | ----- | ------ |
| 1.  | TJ Sigma ZTS Olomouc | 6   | 3 | 1 | 2 | 012:110 | +1    | 07:50  |
| 2.  | Hannover 96          | 6   | 2 | 2 | 2 | 010:100 | ±0    | 06:60  |
| 3.  | Legia Warschau       | 6   | 2 | 2 | 2 | 009:900 | ±0    | 06:60  |
| 4.  | BSC Young Boys       | 6   | 2 | 1 | 3 | 009:100 | −1    | 05:70  |

|                      | Tschechoslowakei | Deutschland Bundesrepublik | Polen | Schweiz |
| -------------------- | ---------------- | -------------------------- | ----- | ------- |
| TJ Sigma ZTS Olomouc |                  | 3:2                        | 3:0   | 3:1     |
| Hannover 96          | 1:1              |                            | 2:2   | 2:1     |
| Legia Warschau       | 5:1              | 1:0                        |       | 0:0     |
| BSC Young Boys       | 2:1              | 2:3                        | 3:1   |         |

### Gruppe 6
| Pl. | Verein                  | Sp. | S | U | N | Tore    | Diff. | Punkte |
| --- | ----------------------- | --- | - | - | - | ------- | ----- | ------ |
| 1.  | Újpest Budapest         | 6   | 5 | 0 | 1 | 012:600 | +6    | 10:20  |
| 2.  | Aarhus GF               | 6   | 3 | 0 | 3 | 008:900 | −1    | 06:60  |
| 3.  | Grasshopper Club Zürich | 6   | 2 | 1 | 3 | 009:900 | ±0    | 05:70  |
| 4.  | FC Admira/Wacker        | 6   | 1 | 1 | 4 | 005:100 | −5    | 03:90  |

|                         | Ungarn 1957 | Danemark | Schweiz | Osterreich |
| ----------------------- | ----------- | -------- | ------- | ---------- |
| Újpest Budapest         |             | 1:0      | 3:1     | 2:0        |
| Aarhus GF               | 2:3         |          | 2:1     | 1:0        |
| Grasshopper Club Zürich | 0:1         | 4:1      |         | 2:1        |
| FC Admira/Wacker        | 3:2         | 0:2      | 1:1     |            |

### Gruppe 7
| Pl. | Verein          | Sp. | S | U | N | Tore    | Diff. | Punkte |
| --- | --------------- | --- | - | - | - | ------- | ----- | ------ |
| 1.  | Brøndby IF      | 6   | 4 | 2 | 0 | 016:800 | +8    | 10:20  |
| 2.  | Widzew Łódź     | 6   | 4 | 1 | 1 | 016:110 | +5    | 09:30  |
| 3.  | 1. FC Magdeburg | 6   | 1 | 1 | 4 | 012:150 | −3    | 03:90  |
| 4.  | FC St. Gallen   | 6   | 1 | 0 | 5 | 006:160 | −10   | 02:10  |

|                 | Danemark | Polen | Deutschland Demokratische Republik 1949 | Schweiz |
| --------------- | -------- | ----- | --------------------------------------- | ------- |
| Brøndby IF      |          | 3:0   | 4:3                                     | 3:0     |
| Widzew Łódź     | 3:3      |       | 3:0                                     | 3:2     |
| 1. FC Magdeburg | 1:1      | 3:4   |                                         | 5:1     |
| FC St. Gallen   | 1:2      | 0:3   | 2:0                                     |         |

### Gruppe 8
| Pl. | Verein          | Sp. | S | U | N | Tore    | Diff. | Punkte |
| --- | --------------- | --- | - | - | - | ------- | ----- | ------ |
| 1.  | Lyngby BK       | 6   | 6 | 0 | 0 | 016:300 | +13   | 12:0   |
| 2.  | Maccabi Haifa   | 6   | 2 | 2 | 2 | 007:100 | −3    | 06:60  |
| 3.  | Hapoel Tel Aviv | 6   | 1 | 2 | 3 | 009:120 | −3    | 04:80  |
| 4.  | Grazer AK       | 6   | 1 | 0 | 5 | 003:100 | −7    | 02:10  |

|                 | Danemark | Israel | Israel | Osterreich |
| --------------- | -------- | ------ | ------ | ---------- |
| Lyngby BK       |          | 4:0    | 3:2    | 4:0        |
| Maccabi Haifa   | 1:2      |        | 2:2    | 1:0        |
| Hapoel Tel Aviv | 0:2      | 2:2    |        | 0:1        |
| Grazer AK       | 0:1      | 0:1    | 2:3    |            |

### Gruppe 9
| Pl. | Verein             | Sp. | S | U | N | Tore    | Diff. | Punkte |
| --- | ------------------ | --- | - | - | - | ------- | ----- | ------ |
| 1.  | Lech Posen         | 6   | 2 | 4 | 0 | 011:400 | +7    | 08:40  |
| 2.  | LASK Linz          | 6   | 1 | 5 | 0 | 006:500 | +1    | 07:50  |
| 3.  | Odense BK          | 6   | 2 | 2 | 2 | 012:140 | −2    | 06:60  |
| 4.  | Siófoki Bányász SE | 6   | 0 | 3 | 3 | 006:120 | −6    | 03:90  |

|                    | Polen | Osterreich | Danemark | Ungarn 1957 |
| ------------------ | ----- | ---------- | -------- | ----------- |
| Lech Posen         |       | 0:0        | 1:1      | 4:1         |
| LASK Linz          | 1:1   |            | 2:1      | 1:1         |
| Odense BK          | 1:5   | 2:2        |          | 5:4         |
| Siófoki Bányász SE | 0:0   | 0:0        | 0:2      |             |

### Gruppe 10
| Pl. | Verein          | Sp. | S | U | N | Tore    | Diff. | Punkte |
| --- | --------------- | --- | - | - | - | ------- | ----- | ------ |
| 1.  | IFK Göteborg    | 6   | 4 | 0 | 2 | 013:700 | +6    | 08:40  |
| 2.  | TJ Vítkovice    | 6   | 3 | 1 | 2 | 009:120 | −3    | 07:50  |
| 3.  | FK Sredez Sofia | 6   | 3 | 0 | 3 | 008:600 | +2    | 06:60  |
| 4.  | FC Zürich       | 6   | 1 | 1 | 4 | 008:130 | −5    | 03:90  |

|                 | Schweden | Tschechoslowakei | Bulgarien 1971 | Schweiz |
| --------------- | -------- | ---------------- | -------------- | ------- |
| IFK Göteborg    |          | 5:0              | 1:0            | 3:0     |
| TJ Vítkovice    | 3:1      |                  | 1:3            | 2:1     |
| FK Sredez Sofia | 2:0      | 0:1              |                | 2:0     |
| FC Zürich       | 2:3      | 2:2              | 3:1            |         |

### Gruppe 11
| Pl. | Verein               | Sp. | S | U | N | Tore    | Diff. | Punkte |
| --- | -------------------- | --- | - | - | - | ------- | ----- | ------ |
| 1.  | Slavia Prag          | 6   | 4 | 2 | 0 | 011:200 | +9    | 10:20  |
| 2.  | SK Sturm Graz        | 6   | 3 | 1 | 2 | 007:110 | −4    | 07:50  |
| 3.  | FC Luzern            | 6   | 2 | 1 | 3 | 010:120 | −2    | 05:70  |
| 4.  | Ferencváros Budapest | 6   | 1 | 0 | 5 | 009:120 | −3    | 02:10  |

|                      | Tschechoslowakei | Osterreich | Schweiz | Ungarn 1957 |
| -------------------- | ---------------- | ---------- | ------- | ----------- |
| Slavia Prag          |                  | 1:1        | 1:1     | 2:0         |
| SK Sturm Graz        | 0:3              |            | 3:2     | 1:5         |
| FC Luzern            | 0:3              | 0:1        |         | 3:2         |
| Ferencváros Budapest | 0:1              | 0:1        | 2:4     |             |

### Gruppe 12
| Pl. | Verein              | Sp. | S | U | N | Tore    | Diff. | Punkte |
| --- | ------------------- | --- | - | - | - | ------- | ----- | ------ |
| 1.  | FC Carl Zeiss Jena  | 6   | 4 | 1 | 1 | 010:300 | +7    | 09:30  |
| 2.  | Örgryte IS          | 6   | 3 | 2 | 1 | 009:400 | +5    | 08:40  |
| 3.  | TJ Rudá Hvězda Cheb | 6   | 2 | 1 | 3 | 011:130 | −2    | 05:70  |
| 4.  | 1. FC Saarbrücken   | 6   | 1 | 0 | 5 | 008:180 | −10   | 02:10  |

|                     | Deutschland Demokratische Republik 1949 | Schweden | Tschechoslowakei | Deutschland Bundesrepublik |
| ------------------- | --------------------------------------- | -------- | ---------------- | -------------------------- |
| FC Carl Zeiss Jena  |                                         | 0:1      | 3:1              | 3:1                        |
| Örgryte IS          | 0:0                                     |          | 1:1              | 3:1                        |
| TJ Rudá Hvězda Cheb | 0:2                                     | 0:3      |                  | 6:2                        |
| 1. FC Saarbrücken   | 0:2                                     | 2:1      | 2:3              |                            |

## Intertoto-Cup Sieger 1986
- Fortuna Düsseldorf
- 1. FC Union Berlin
- Malmö FF
- FC Rot-Weiß Erfurt
- TJ Sigma ZTS Olomouc
- Újpest Budapest
- Brøndby IF
- Lyngby BK
- Lech Posen
- IFK Göteborg
- Slavia Prag
- FC Carl Zeiss Jena